# Телугу (народ)
Телугу или Телугу Праџалу су људи који говоре телугу као свој први језик. У питању је дравидски народ, који највише живи у индијским државама Андра Прадеш и Телангана, као и у градовима Јанам и Пондичери. Такође, постоји значајна Телугу популација у Тамил Надуу, Карнатаки, Махараштри, Одиши, Чатисгару и на Андаманским и Никобарским острвима. Телугу језик је на трећем месту по броју говорника у Индији и четврти у Индијском потконтиненту, после хинди, бенгалског и пунџабија.
Најбројнији су Дравидски народ.

## Језик
Телугу језик припада дравидској породици језика и то највише у државама Андра Прадеш и Телангана. Први текстови су написани у 11. веку и то Телугу писмом који је адаптиран из Батипролу алфабета у раним инскрипцијама.

## Популација
Државе Андра Прадеш и Телангана су главне државе у којима живе припадници народа Телугу.
У Андра Прадешу и Телангани их има око 71 милион.
У Карнатаки, има их око 3,7 милиона, а у Тамил Надуу их има 3,5 милиона.
У Махараштри их има око 1,4 милион, а у Одиши 0,7 милиона. Остале државе са значајним популацијама укључују Западни Бенгал и Чатисгар са око 200.000 и 150.000 припадника.
Телугу дијаспора броји 800.000 људи у САД, са највећом концентрацијом у централном Њу Џерзију.

## Религија
Већина припадника народа Телугу су хиндуисти, али има и муслимана, хришћана, будиста и припадника осталих религија.